# 1927年オーストラリア選手権 (テニス)
1927年 オーストラリア選手権（1927ねんオーストラリアせんしゅけん、1927 Australian Championships）に関する記事。オーストラリア・メルボルン市内にある「クーヨン・テニスクラブ」にて開催。

## 大会の流れ
- 1926年まで、大会名称は「オーストラレーシアン選手権」（Australasian Championships）という名前であった。この年から「オーストラリア選手権」（Australian Championships）の名称になる。
- 初期の全豪選手権のように、外国人出場者が少なかった時期は、地元オーストラリア人選手の国旗表示を省略する。
- 1927年の本大会において、初めて女子シングルスの「シード選手」が選ばれた。（ただし、正確なシード順位の記録が残っているのは1927年・1930年・1940年のみである[1]。）

## シード選手

### 男子シングルス
1. ジェラルド・パターソン （初優勝）
2. ジム・ウィラード （ベスト4）
3. ジョン・ホークス （準優勝）
4. ジャック・クロフォード （ベスト8）
5. ボブ・シュレジンガー （ベスト8）
6. ジャック・カミングス （3回戦）
7. エドガー・ムーン （ベスト4）
8. パット・オハラウッド （3回戦）

### 女子シングルス
1. エスナ・ボイド （初優勝）
2. ダフネ・アクハースト （2回戦、不戦敗）
3. シルビア・ランス・ハーパー （準優勝）
4. ルイーズ・ビカートン （ベスト4）

## 大会経過

### 男子シングルス
準々決勝
- ジェラルド・パターソン vs. ボブ・シュレジンガー 6-2, 6-3, 2-6, 6-2
- エドガー・ムーン vs. ジャック・クロフォード 2-6, 9-11, 8-6, 6-3, 8-6
- ジム・ウィラード vs.  林宝華 6-2, 6-0, 6-4
- ジョン・ホークス vs. ハロルド・コールドハム 6-4, 6-0, 6-1

準決勝
- ジェラルド・パターソン vs. エドガー・ムーン 6-3, 6-3, 9-7
- ジョン・ホークス vs. ジム・ウィラード 6-0, 4-6, 6-2, 6-1

### 女子シングルス
準々決勝
- エスナ・ボイド vs. ドロシー・ベラミー 6-2, 6-3
- ルイーズ・ビカートン vs. キャスリーン・ル・メスリエ 6-4, 4-6, 6-2
- H・ターナー vs. ドロシー・ウェストン 6-4, 6-0
- シルビア・ランス・ハーパー vs. マージョリー・コックス 1-6, 6-3, 6-3

準決勝
- エスナ・ボイド vs. ルイーズ・ビカートン 6-3, 6-1
- シルビア・ランス・ハーパー vs. H・ターナー 6-2, 6-0

## 決勝戦の結果
- 男子シングルス：ジェラルド・パターソン vs. ジョン・ホークス 3-6, 6-4, 3-6, 18-16, 6-3
- 女子シングルス：エスナ・ボイド vs. シルビア・ランス・ハーパー 5-7, 6-1, 6-2
- 男子ダブルス：ジェラルド・パターソン&ジョン・ホークス vs. パット・オハラウッド&イアン・マギンズ 8-6, 6-2, 6-1
- 女子ダブルス：メリル・オハラウッド&ルイーズ・ビカートン vs. エスナ・ボイド&シルビア・ランス・ハーパー 6-3, 6-3
- 混合ダブルス：ジョン・ホークス&エスナ・ボイド vs. ジム・ウィラード&ユーサ・アンソニー 6-1, 6-3